# Escuela de Willowbrook

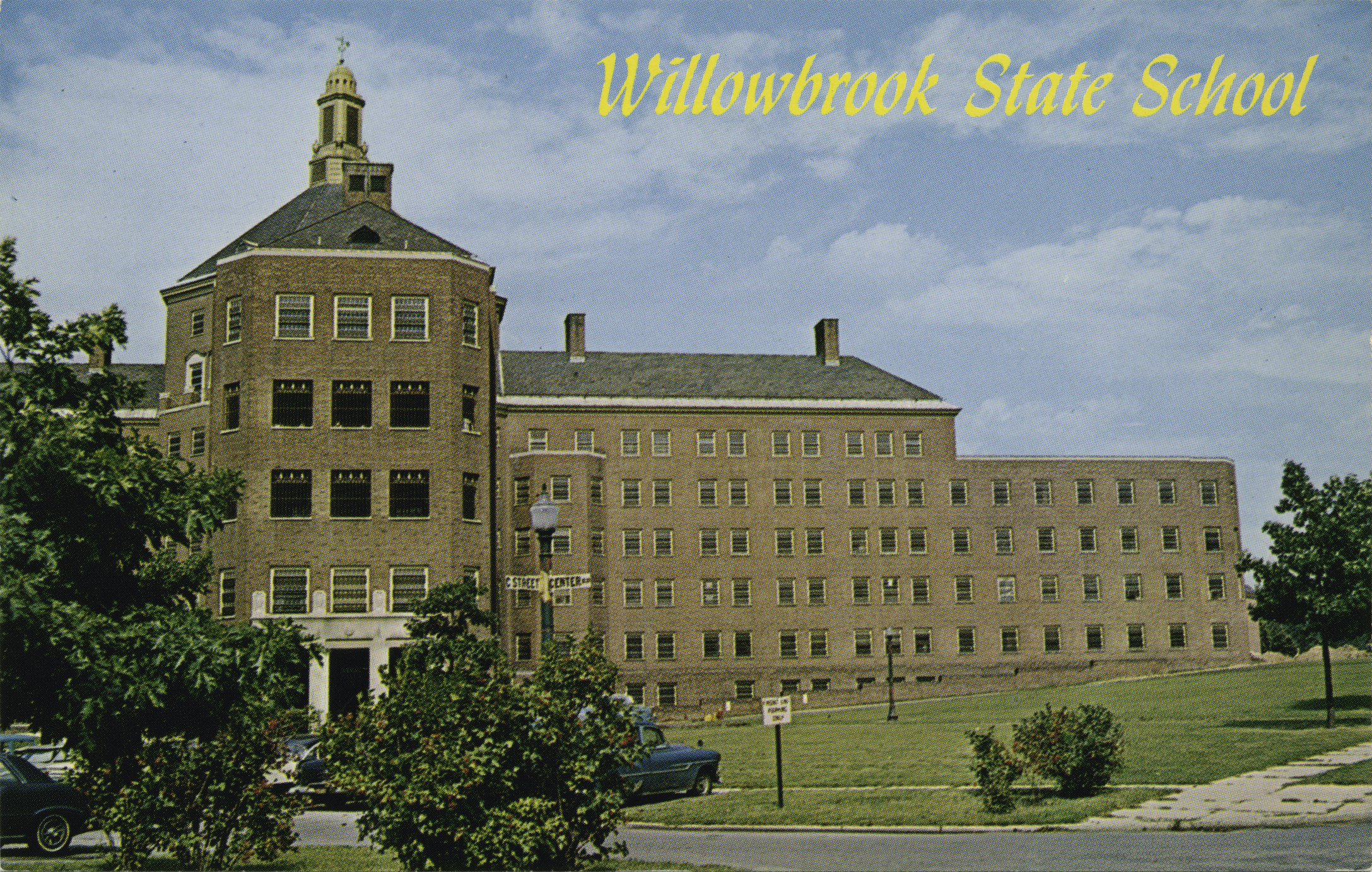
Edificio principal de la Escuela de Willowbrook

La escuela estatal de Willowbrook (EE. UU) era una escuela financiada por el estado para niños con discapacidad intelectual, localizada en Staten Island en Nueva York. La escuela se volvió tristemente célebre en dos ocasiones: en 1960 por un inescrupuloso estudio médico, y en los años '70 por los abusos cometidos en la escuela, lo que estimuló la nueva legislación para los derechos civiles. La escuela fue cerrada en 1987 y los terrenos fueron habilitados para formar parte de un nuevo campus de la Universidad de Staten Island.

## Construcción
En 1938 fueron hechos los planos para construir una escuela para niños con discapacidad intelectual, en 1,5 km² de la sección Willowbrook de las Staten Island. La construcción finalizó en 1942, pero en vez de abrirse para sus propósitos originales, se convirtió en un hospital para las Fuerzas Armadas de los Estados Unidos conocido como Halloran General Hospital. Después de la guerra, se propuso convertir el hospital en la Administración para Veteranos de Guerra, pero en octubre de 1947, el Departamento de Higiene Mental de la ciudad de Nueva York abrió el edificio para convertirse en la Escuela Estatal de Willowbrook.

## Estudios de la hepatitis
Durante la primera década de funcionamiento de la escuela, fueron comunes entre los internos los brotes de hepatitis, lo que dio pie a controversiales estudios médicos que se llevaron a cabo entre 1963 y 1966, donde niños sanos fueron intencionalmente inoculados, oralmente o por inyección, con el virus de la hepatitis. Luego, se monitoreaban los efectos de la gamma globulina para combatir la enfermedad. Una protesta pública forzó el cese y fin del estudio.

## Más escándalos y abusos
En 1972, Geraldo Rivera, un periodista de investigación de WABC-TV de Nueva York, condujo una serie de programas sobre Willowbrook (luego de un par de artículos para los periódicos Staten Island Advance y Staten Island Register), descubriendo las deplorables condiciones, hacinamiento, inadecuadas instalaciones sanitarias y los abusos psíquicos y sexuales que sufrían los residentes a manos de los cuidadores de la escuela. 
La escuela originalmente estaba pensada para atender a 3.000 estudiantes, pero cuando se destapó el escándalo y la institución ganó la atención de la prensa, allí había casi 5.000 residentes. Esto dio lugar a un pleito contra el estado de Nueva York, que era archivado por la Corte Federal el 17 de marzo de 1972. Una orden se sumó al caso, el 5 de mayo de 1975, asignando reformas al edificio, pero transcurrirían varios años antes de que todas las violaciones fueran corregidas. La publicidad generada por el caso era un factor importante que contribuiría a una ley federal, llamada Acta de los Derechos Civiles de las Personas Institucionalizadas (1980).

## Cierre de la escuela
En 1975 fue firmado el Decreto de Consentimiento de Willowbrook. Éste alentaba al estado de Nueva York a mejorar el emplazamiento para la comunidad de los ahora llamados "estudiantes de Willowbrook". En 1983, el estado de Nueva York anunciaba sus planes para cerrar la escuela, que sería renombrada como Centro de Desarrollo de Staten Island en 1984. Hacia fines de marzo de 1986, el número de residentes de la escuela había disminuido a 250 (desde los 5.000 que había expuesto Rivera) y el último niño dejó la escuela el 17 de septiembre de 1987.
Después de cerrado el centro de desarrollo, el sitio se convirtió en el foco del discusión local sobre qué se debía hacer con la propiedad. En 1989 una porción de la tierra fue adquirida por la ciudad de Nueva York, con el intento de usarla para establecer un nuevo campus para la Universidad de Staten Island, el que se inauguró en 1993.
- Datos: Q4893633